# Osculatorium
Osculatorium (från latinets osculum = kyss ) är en tavla med religiösa bilder smyckad tavla av metall eller elfenben, som vid nattvardsgång i romersk-katolska kyrkan kysses av församlingen i stället för den personligt meddelade fridskyssen.